# Trnava (gmina Preševo)
Trnava (cyr. Трнава) – wieś w Serbii, w okręgu pczyńskim, w gminie Preševo. W 2002 roku liczyła 1160 mieszkańców.